# والئو
والئو، یکی از بزرگ‌ترین تولیدکنندگان قطعات خودرو در فرانسه است.

## تاریخچه
شرکت والئو در سال ۱۹۲۳ با نام The Société Anonyme Française du Ferodo در سنت کوئین، حوالی پاریس تأسیس گشت. در سال‌های نخست اقدام به تولید لنت ترمز تحت لیسانس و نظارت شرکت فرودو انگلستان آغاز بکار کرد.
پس از مورد استقبال قرار گرفتن مشتریان و ایجاد تنوع در محصولات از سال ۱۹۶۰ اقدام به تولید سامانه‌های ترمز و در طی دهه ۱۹۷۰ و ۱۹۸۰ تولیدات خود را در زمینه سامانه‌های حرارتی، الکتریکی و روشنایی گسترش داد. در ماه مه سال ۱۹۸۰ این شرکت نام خود را به والئو (Valeo) به معنی "من هستم" تغییر نام داد.